# Woldingham
Woldingham is een civil parish in het bestuurlijke gebied Tandridge, in het Engelse graafschap Surrey met 2141 inwoners.